# Podkormile
Podkormile (ukr. Підкормілля, Pidkormilla) – wieś na Ukrainie w obwodzie wołyńskim, w rejonie kamieńskim, w hromadzie Lubieszów. W 2001 roku liczyła 827 mieszkańców.
Do 2020 w rejonie lubieszowskim. 